# Prichal (Station spatiale internationale)
Module de l'ISS
Универсальный модуль Причал
Prichal (russe : Причал, Pritchal ; en français Amarre) ou UM (russe : УМ, ou-m, de l'acronyme russe : Универсальный модуль ; en français Module polyvalent) est un module spatial du segment russe de la Station spatiale internationale.
Le module est lancé depuis un Soyouz 2.1b, sur un vaisseau Progress spécialement modifié pour Prichal, le Progress M-UM. Amarré à Nauka depuis le 26 novembre 2021, le nœud permettra l'extension du segment russe de l'ISS, avec l'amarrage des modules NEM-1 et NEM-2 si la décision de les amarrer à l'ISS est prise, et permettra aussi l'amarrage d'autres vaisseaux spatiaux, comme Soyouz ou Progress ou encore le futur Oriol, et la faisabilité de l'amarrage des Crew Dragon de SpaceX, nécessitant la conception d'un nouvel adaptateur (similaire à l'IDA), est en cours de discussion entre les agences spatiales russe et américaine.
Le 19 janvier 2022, les cosmonautes Anton Shkaplerov et Piotr Dubrov de l'Expédition 66 ont effectué une sortie extra-véhiculaire pour opérer sur le module Prichal, afin de le rendre opérationnel. Ils ont notamment installé des systèmes d'amarrage, pour l'amarrage de futurs vaisseaux spatiaux. Actuellement, il est prévu que la mission Soyouz MS-18 s'amarre à Prichal.

## Historique

### Développement

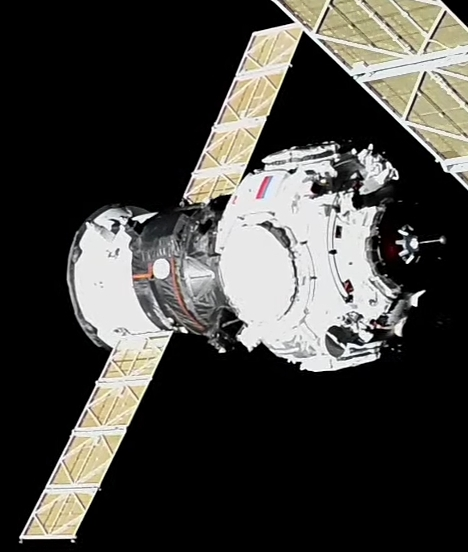
Progress M-UM apprêtant à amarrer Prichal à la station.

Le développement de Prichal est évoqué pour la première fois au milieu de la décennie 2000 par RKK Energia, l'un des deux contributeurs russes fortement impliqués dans la réalisation de la Station spatiale internationale. En janvier 2011, le conseil scientifique et technique de RKK Energia valide les spécifications du module Prichal  ainsi que les modalités de lancement mais les problèmes de mise au point du module Nauka auquel Prichal doit s'amarrer reculent à plusieurs reprises le lancement. À l'automne 2020, la date prévisionnelle de lancement de Prichal est fixée à septembre 2021.
Le module Prichal devait permettre initialement d'agrandir le segment russe en permettant l'amarrage des Modules scientifiques et de production d'énergie 1 et 2 (NEM 1 et 2). Après séparation du segment russe du segment américain programmé à terme, le module devait constituer le nœud d'amarrage de la nouvelle station. Toutefois en avril 2021, Roscosmos a annoncé que la future station spatiale russe n'utiliserait pas Prichal mais qu'un nouveau module de type noeud serait développé.

### Lancement et amarrage
Il est lancé par une fusée Soyouz. Pour atteindre la station spatiale, il est accouplé avec le module de service d'un cargo spatial Progress (nommé Progress M-UM) qui joue le rôle de remorqueur. Il s'amarre au nadir (face tournée vers la Terre) du module russe Nauka. Prichal décolle avec succès le 24 novembre 2021 à 14h, 06 min, et 35 secondes, heure de Paris.

Piotr Dubrov et Anton Shkaplerov (de gauche à droite) s’entraînant à l'amarrage de Prichal à Nauka, sur un ordinateur du module Zvezda
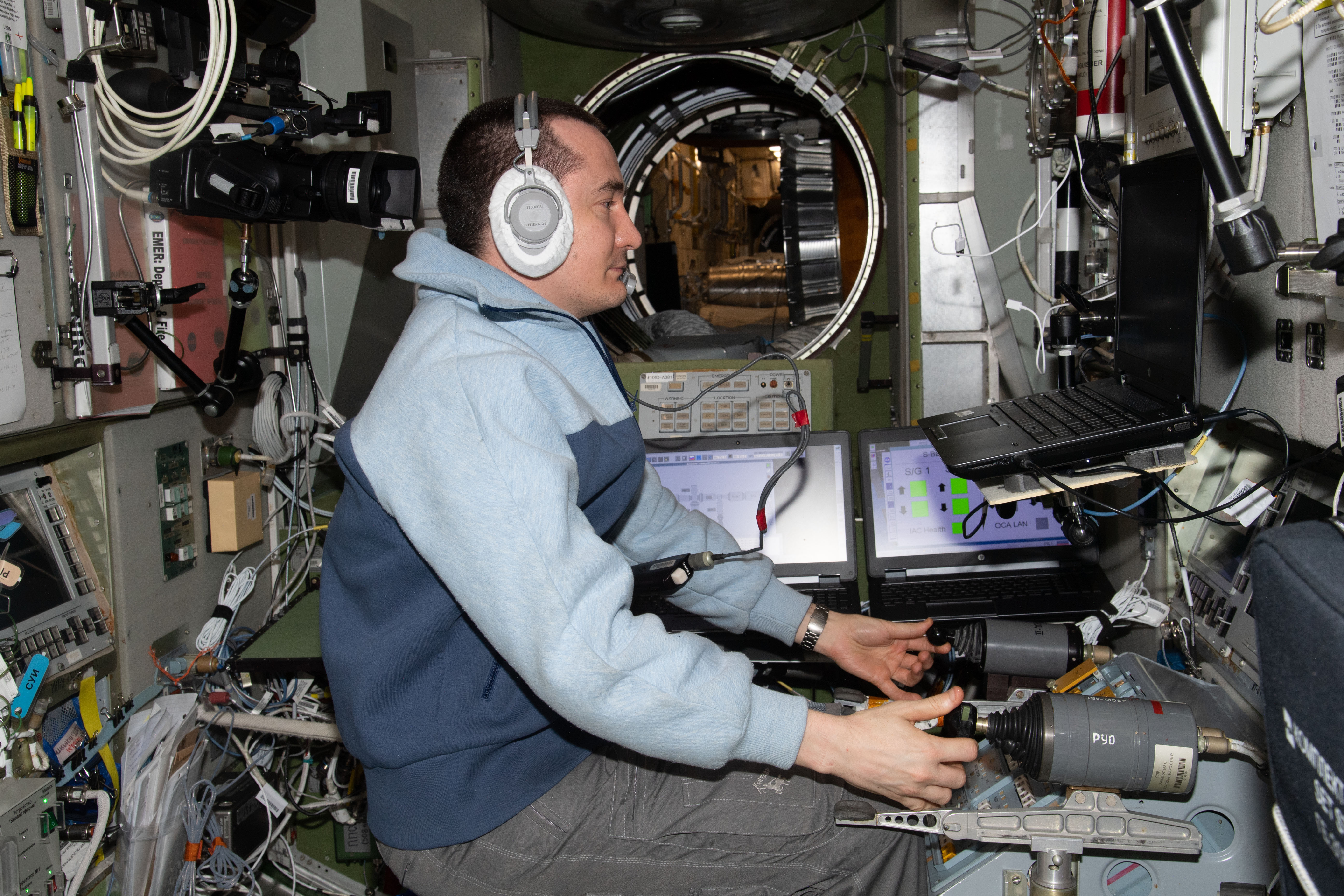
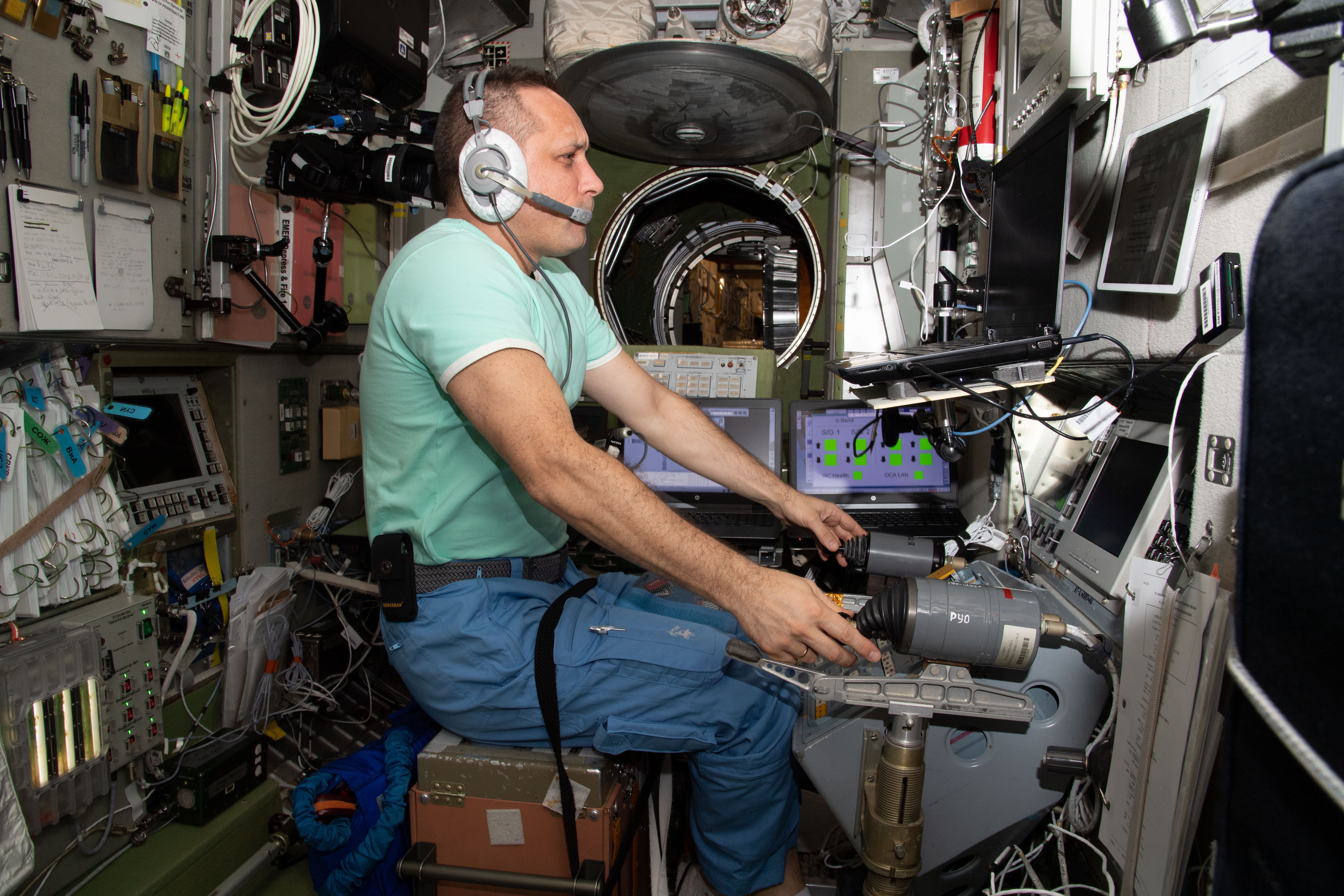

### Faisabilité de l'amarrage des Dragon de SpaceX

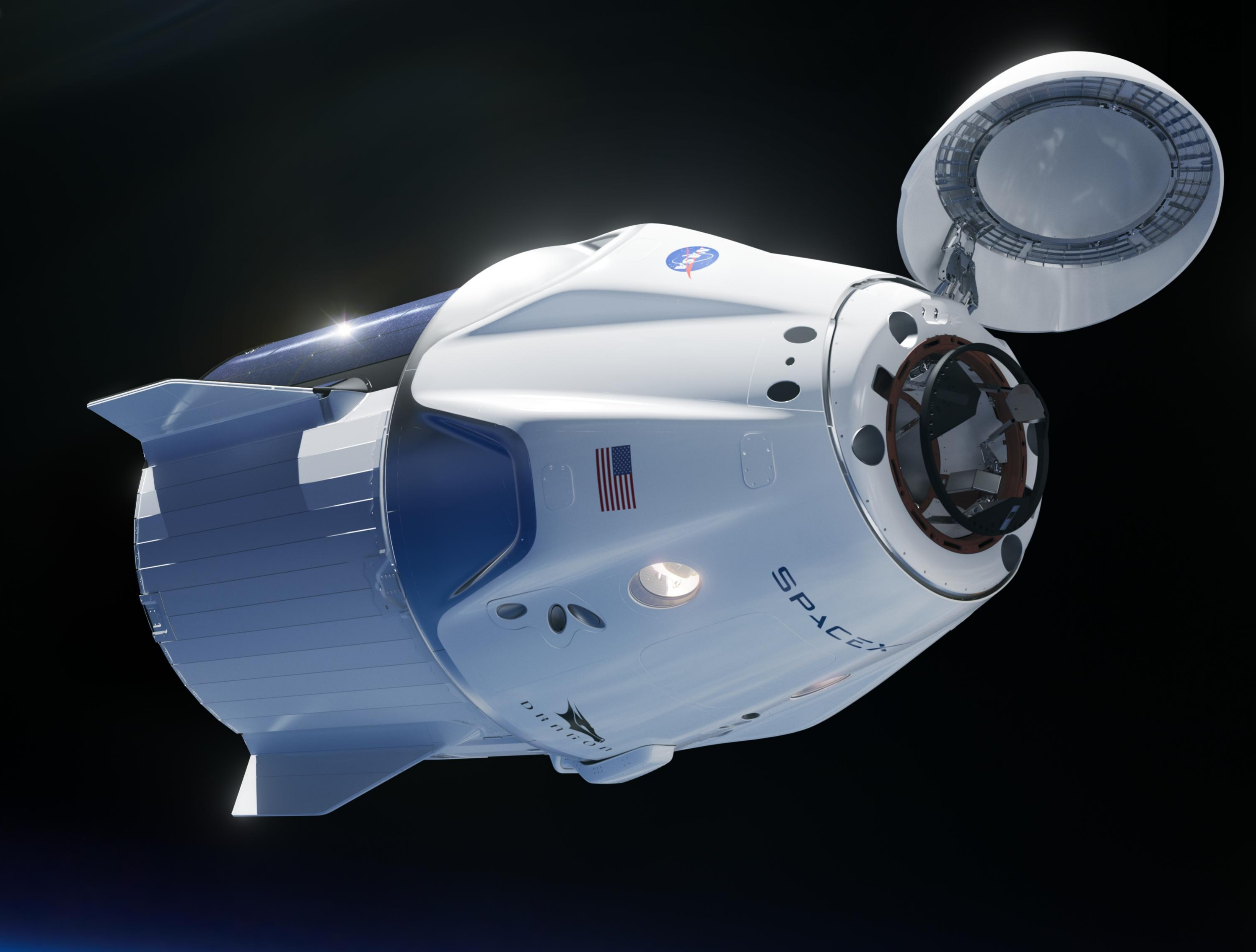
Le Crew Dragon.

Pour la faisabilité de l'amarrage des vaisseaux Crew Dragon de SpaceX sur ce module, la NASA négocie avec Roscosmos. « Pour le moment, la NASA et Roscosmos ont entamé des négociations sur l'harmonisation des normes techniques » déclare Dmitri Rogozine, directeur général de Roscosmos. Cependant, un adapteur similaire à l'IDA devra être développé car les Crew Dragon disposent de ports d'amarrage NASA Docking System (norme IDSS) incompatibles avec ceux de Prichal, de type SSVP hybride avec l'APAS-95.

### Sortie extra-véhiculaire

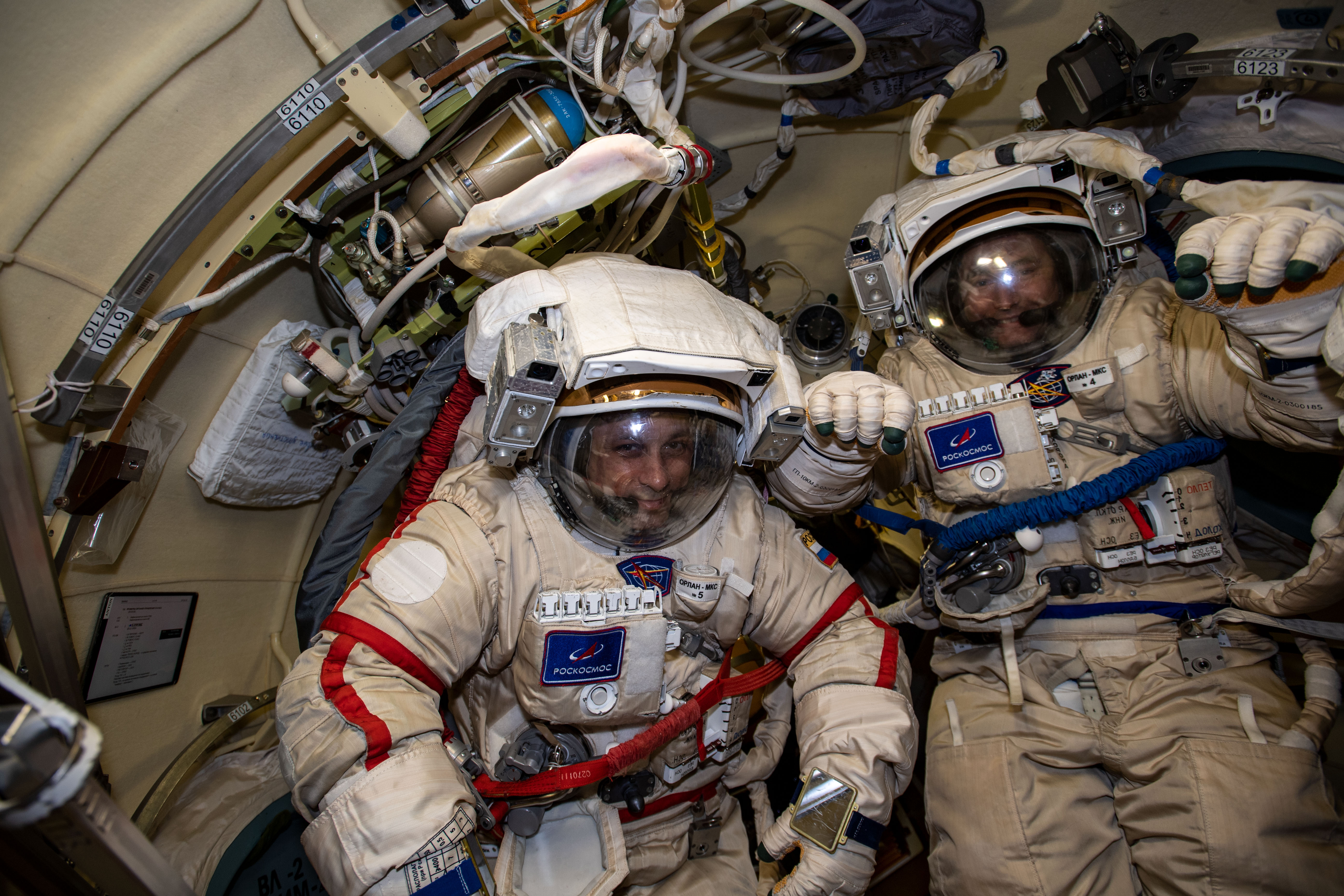
Les deux cosmonautes le 14 janvier 2022, se préparent avant la sortie du 19 janvier.

La première sortie extra-véhiculaire (EVA), de nom de code EVA-51, a eu lieu le 19 janvier, par les deux cosmonautes russes Anton Shkaplerov et Piotr Dubrov, portant des combinaisons Orlan. Shkaplerov avait la combinaison au rayure rouge et Dubrov la combinaison au rayure bleue. L’objectif était de rendre opérationnel le module Prichal. Ils sont sortis de la Station spatiale internationale depuis le module Poisk à 12h 17min 31sec UTC. Les cosmonautes ont commencé par mettre en place une grue télescopique manuelle Strela de Poisk jusqu’à Nauka, en accrochant la grue sur une rampe d’appui de Nauka. La liaison faite, les équipements ont été emmenés jusqu’à Prichal. Shkaplerov et Dubrov ont ensuite retiré les couvertures thermiques de plusieurs rampe d’appui et points d'ancrage, après quoi ils ont installé le premier de deux raccourcis entre les rampe afin d'offrir aux futurs EVA de meilleures options de translation entre les zones situées à l'extérieur de Nauka et de Prichal.
Une série de câblage a eu lieu par la suite : plusieurs câbles pour le système de rendez-vous automatisé Kurs, qui sont acheminés entre Nauka et Prichal; une nouvelle série d'antennes de rendez-vous a été installée pour permettre aux futurs vaisseaux spatiaux en approche de se guider automatiquement vers le port d'amarrage grâce à des informations de positionnement, de portée et de vitesse et la caméra anciennement utilisée pour l’amarrage entre Prichal et Nauka est désormais installée sur Prichal pour fournir des images des vaisseaux spatiaux s’apprêtant à s’amarrer à Prichal.

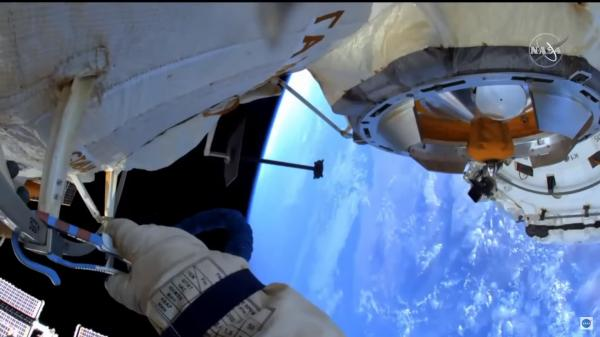
Vue d’une de la caméra d’un des deux cosmonautes, lors de l’EVA.

Également, une nouvelle croix de ciblage a été installée pour l’alignement des vaisseaux lors de l’amarrage au port Nadir, grâce à leur caméra embarquée sur eux. Après cela, Shkaplerov a pris le temps de rassembler une antenne et deux conteneurs vides de déchets pour les larguer par-dessus bord et les envoyés dans l'atmosphère terrestre pour les brûlés. Un projecteur utilisé pendant le rendez-vous de Prichal pour fournir un éclairage adéquat afin que les caméras du nœud puissent voir correctement la cible d'amarrage, a été retiré. Après l'installation d'un second raccourci entre les rampes d’appui, trois antennes de rendez-vous inutiles ont ensuite été retirées de Prichal. Ces antennes ne sont plus nécessaires maintenant que Prichal est amarré à Nauka.
Les cosmonautes ont terminé l’EVA à 19h28min UTC, pour une durée totale de 7 heures et 11 minutes.

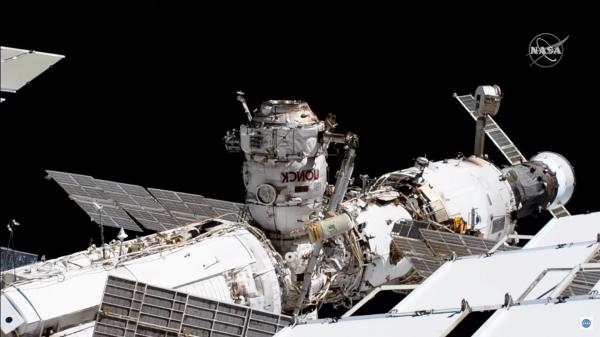
Les cosmonautes au côté de Poisk.
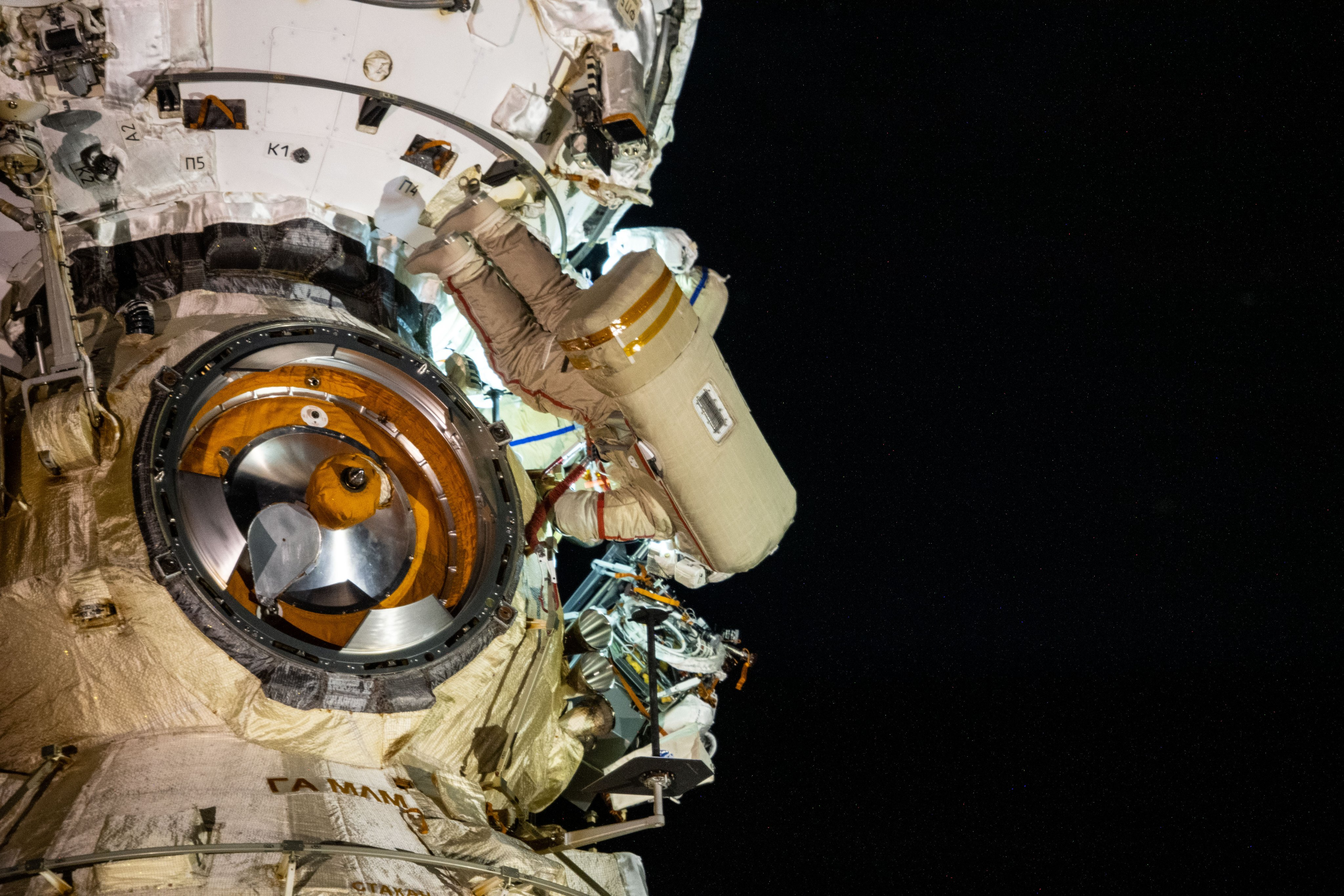
Anton Shkaplerov (premier plan) et Piotr Dubrov (derrière Anton) sur le nœud de Nauka.
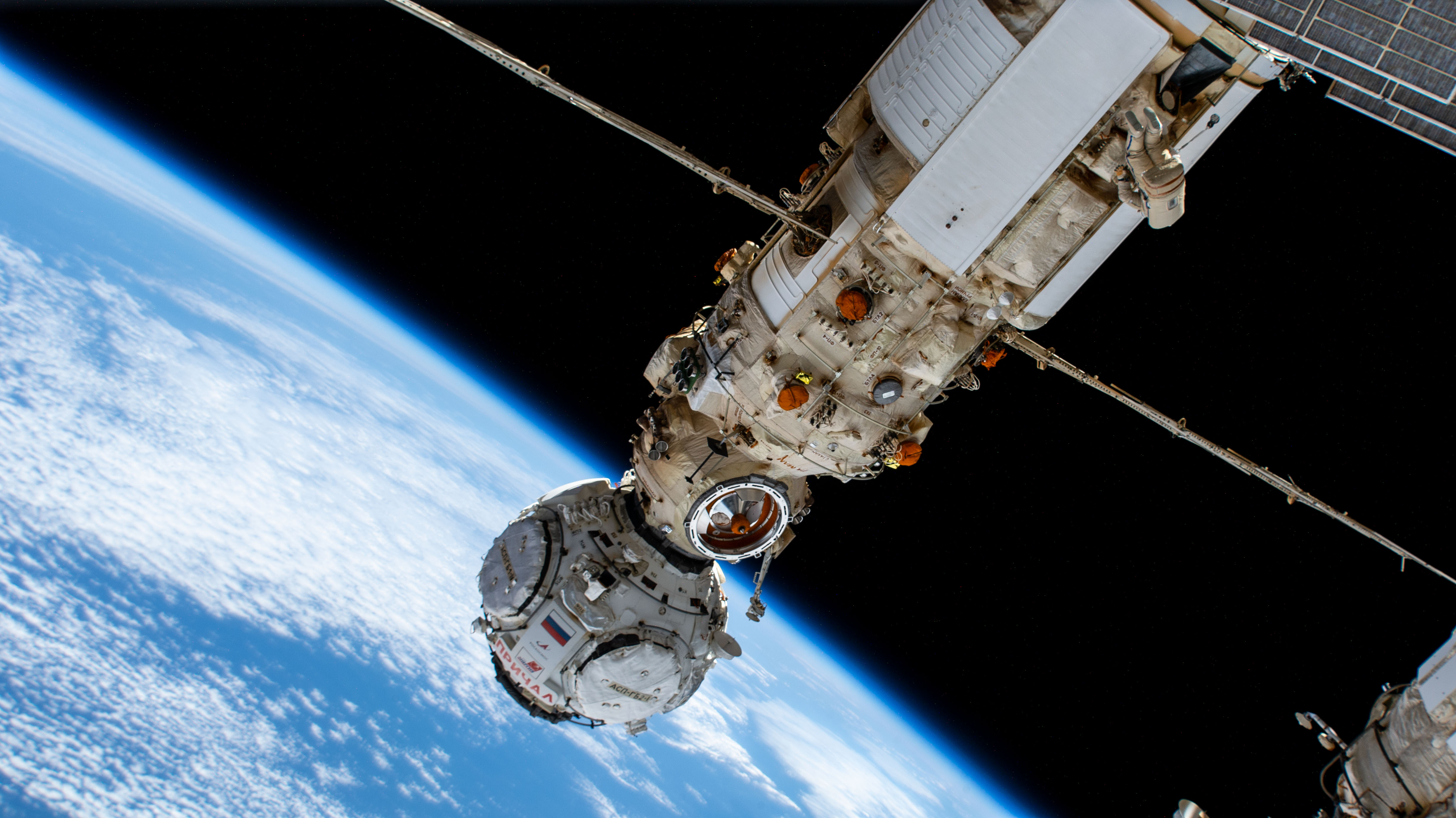
Anton Shkaplerov sur Nauka.
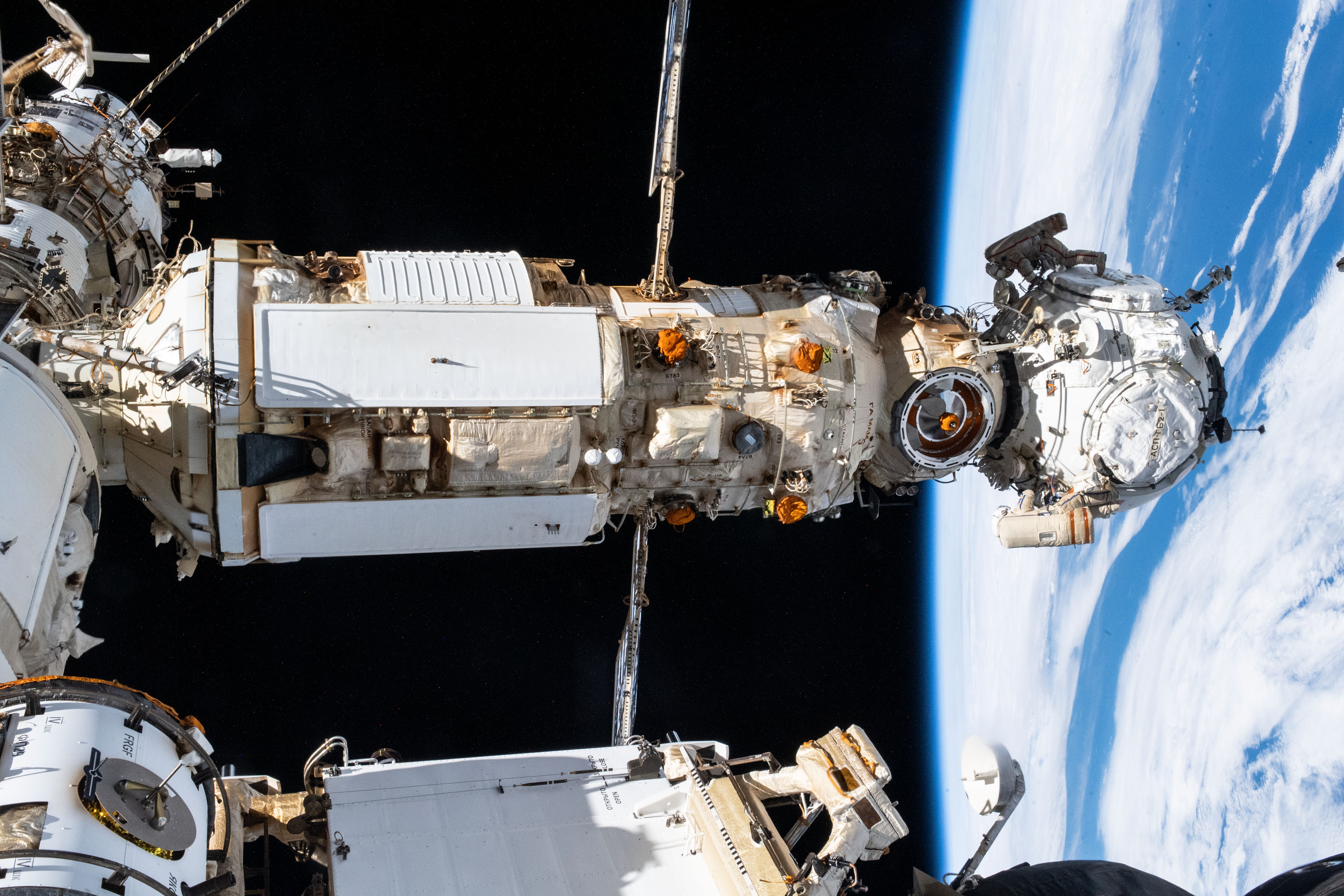
Anton Shkaplerov et Pyotr Dubrov opérants sur Prichal.
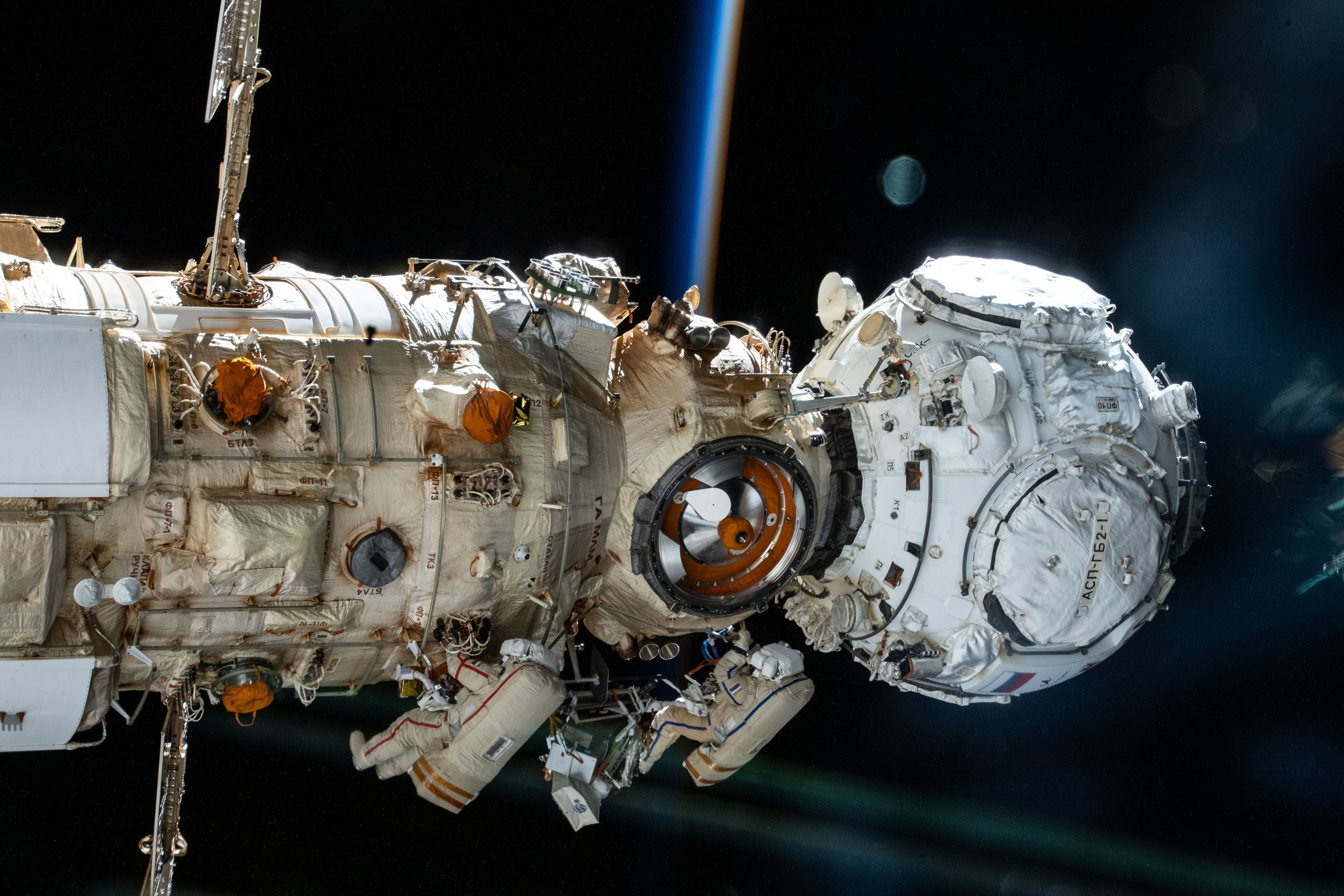
Anton Shkaplerov et Pyotr Dubrov sur Nauka.

### Amarrages prévus
Il est également prévu, avec la faisabilité de l'amarrage des Dragon de SpaceX, que le vaisseau Oriol, future capsule spatiale russe, remplaçant du Soyouz, puisse s'amarrer à la Station spatiale internationale. En dehors de ces hypothèses, il est prévu que le Soyouz de la mission MS-21 s'amarre au module Prichal, mais il était auparavant prévu que MS-21 s'amarre à Rassvet. La capsule devra décoller le 18 mars 2022 et emportera avec elle Oleg Artemiev, Denis Matveïev et Sergueï Korsakov.

## Caractéristiques techniques

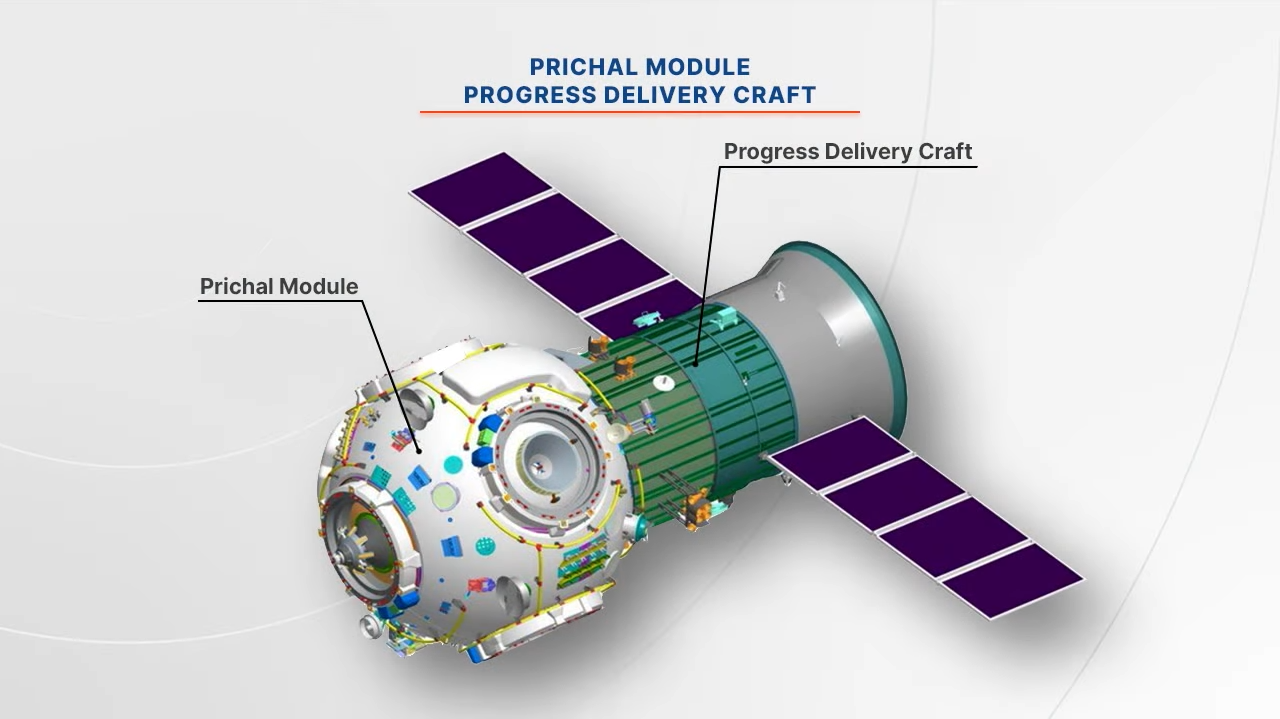
Pour sa mise en orbite, le module Prichal est accouplé au module de service d'un vaisseau cargo Progress, Progress M-UM, qui joue le rôle de remorqueur entre l'orbite basse et la Station spatiale internationale.

De petite taille (4 tonnes), le module Prichal doit servir de nœud d'amarrage pour le segment russe de la station spatiale internationale. De forme sphérique (volume pressurisé 14 m³), il dispose de six ports d'amarrage (deux axiaux et quatre radiaux) de type SSVP hybride combinant le système d'amarrage sonde-cône pour la capture et le système APAS-95 pour l'amarrage proprement dit. Ce choix permet d'obtenir un passage moins étroit entre les modules que le système sonde-cône traditionnellement utilisé par les ingénieurs russes. Sur les cinq ports qui seront disponibles, quatre, de type passif, pourront être utilisés pour l'amarrage de futurs modules et le cinquième, de type actif, servira à l'amarrage d'un vaisseau Soyouz ou Progress. Ce dernier port comporte un adaptateur amovible (SSPA-GM) pour permettre aux vaisseaux Soyouz et Progress d'utiliser leur système d'amarrage sonde-cône,.